# Berto
Berto je moško osebno ime.

## Izvor imena
Ime Berto je različica moških osebnih imen: Albert, Herbert  in Hubert.

## Pogostost imena
Po podatkih Statističnega urada Republike Slovenije je bilo na dan 31. decembra 2007 v Sloveniji število moških oseb z imenom Berto: 31.

## Osebni praznik
Osebe z imenom Berto lahko godujejo takrat kot osebe z imeni Albert, Herbert in Hubert.